# Albator, corsaire de l'espace
Pour la série télévisée d'animation dont il est inspiré, voir Albator, le corsaire de l'espace.
Pour les articles homonymes, voir Albator (homonymie).
Pour plus de détails, voir Fiche technique et Distribution.
Albator, corsaire de l'espace (宇宙海賊キャプテンハーロック, Uchū Kaizoku Kyaputen Hārokku) est un film d'animation japonais de Shinji Aramaki sorti en 2013.

## Synopsis
Dans un futur lointain, la Terre est devenue une « planète interdite » pour les humains éparpillés dans l'espace : la planète ne dispose pas d'assez de ressources pour héberger toute l’humanité. Le commandant du vaisseau spatial Arcadia, le capitaine Albator, est un pirate de l’espace épris de liberté. Condamné à mort, il demeure insaisissable. Albator a choisi d'affronter la Coalition GAIA.
Le jeune Yama, fragile, dont le frère ainé, Esra (Esora en VO), handicapé, à cause de ce jeune frère, selon lui et qu'il culpabilise pour mieux le manipuler, amiral en chef, de surcroît, des forces spatiales terriennes, est envoyé par GAIA pour infiltrer l'équipage par ce dernier, détruire le vaisseau et tuer Albator.
Yama va donc espionner Albator, pour son frère Esra et ne tarde pas à apprendre quel est le but d'Albator : implanter la 100e et dernière bombe spatio-temporelle permettant de couper les liens temporels de l'univers. Alors que l'Arcadia se dirige vers la Terre, les Terriens installent des forces spatiales importantes pour détruire l'Arcadia. C'est alors que Yama contacte son frère pour lui expliquer qu'il est convaincu qu'Albator veut le bien de l’humanité et qu'il renonce à le tuer. L'amiral révèle à son frère qu'un siècle auparavant, Albator avait détruit la Terre en la parsemant de « matière noire » (fournie par la mystérieuse Miimé), la faisant devenir une planète morte et stérile ; aujourd'hui Albator cherche à réparer son erreur en déliant les nœuds du temps...

## Fiche technique
- Titre français : Albator, corsaire de l'espace
- Titre anglais : Space Pirate Captain Harlock
- Titre original : 宇宙海賊キャプテンハーロック (Uchū Kaizoku Kyaputen Hārokku)
- Réalisation : Shinji Aramaki
- Scénario : Harutoshi Fukui et Kiyoto Takeuchi, d'après l’œuvre de Leiji Matsumoto
- Musique : Seiji Yokoyama
- Animateur de l'infographie : Semin Tho
- Compositeur digital des effets spéciaux : Loic Laurelut
- Production : Heedong Kim, Joseph Chou
- Société de production : Toei Animation
- Distribution :  Toei Animation,  Océan Films[1]
- Genre : anime, science-fiction
- Durée : 110 minutes (1h50)
- Pays d'origine :  Japon
- Langue originale : japonais
- Budget : 30 000 000 $[1]
- Format : 3D
- Dates de sortie[2] :

 Japon : 7 septembre 2013
 Espagne : 11 octobre 2013 (Festival international du film de Catalogne)
 France : 25 décembre 2013

## Distribution
- Shun Oguri (VF : Mathieu Moreau) : Albator (Captain Harlock en V.O.)
- Yū Aoi (VF : Marcha Van Boven) : Miimé
- Arata Furuta (VF : Martin Spinhayer) : Yattaran
- Haruma Miura (VF : Pierre Lognay) : Yama
- Toshiyuki Morikawa (VF : Michelangelo Marchese) : Esra (Isora en V.O.)
- Māya Sakamoto (VF : Sophie Frison) : Nami
- Miyuki Sawashiro (VF : Delphine Moriau) : Kei Yûki
- Kiyoshi Kobayashi (VF : Richard Darbois) : narrateur du prologue

Société de doublage français : NDE Productions (Belgique)